# Verizon Communications
Verizon Communications Inc. (listenⓘ) (/vəˈraɪzən/ və- RY -zən) là một tập đoàn viễn thông đa quốc gia của Mỹ và một doanh nghiệp thành phần của Chỉ số trung bình công nghiệp Dow Jones. Công ty có trụ sở tại 1095 Avenue of the America, Midtown Manhattan, thành phố New York, nhưng được thành lập tại Delwar.
Công ty con của Verizon là Verizon Wireless, là nhà cung cấp dịch vụ truyền thông không dây lớn thứ hai của Mỹ tính đến tháng 4 năm 2019, với 153,1 triệu khách hàng di động. Tính đến năm 2019, Verizon là công ty viễn thông lớn thứ hai tính theo doanh thu, đứng sau AT & T, và công ty xếp hạng 43 trong Danh sách các công ty lớn nhất theo doanh thu.

## Tài chính
Trong năm tài chính 2017, Verizon đã báo cáo lợi nhuận 30,01 tỷ USD, với doanh thu là 126,034 tỷ USD. Cổ phiếu của Verizon được giao dịch ở mức trên 45 đô la / cổ phiếu và vốn hóa thị trường được định giá hơn 229,1 tỷ đô la vào tháng 10 năm 2018. Tính đến năm 2018, Verizon được xếp hạng 16 trên bảng xếp hạng Fortune 500 của các tập đoàn lớn nhất Hoa Kỳ theo tổng doanh thu.
| Năm  | Doanh thu tính bằng triệu ĐÔ LA MỸ$ | Thu nhập ròng tính bằng triệu ĐÔ LA MỸ$ | Tổng tài sản tính bằng triệu ĐÔ LA MỸ$ | Giá mỗi cổ phiếu bằng đô la Mỹ | Nhân viên |
| ---- | ----------------------------------- | --------------------------------------- | -------------------------------------- | ------------------------------ | --------- |
| 2005 | 69,518                              | 7.397                                   | 168.130                                | 15,94                          |           |
| 2006 | 88.182                              | 6.197                                   | 188.804                                | 16,93                          |           |
| 2007 | 93,469                              | 5,521                                   | 186.959                                | 22,12                          |           |
| 2008 | 97.354                              | −2,193                                  | 202.352                                | 19,59                          |           |
| 2009 | 107.808                             | 4.894                                   | 226.907                                | 18,17                          |           |
| 2010 | 106,565                             | 2.549                                   | 220.005                                | 20,03                          |           |
| 2011 | 110.875                             | 2.404                                   | 230,461                                | 26,31                          |           |
| 2012 | 115.846                             | 875                                     | 225.222                                | 31,77                          |           |
| 2013 | 120,550                             | 11.497                                  | 274,098                                | 38,47                          | 176.800   |
| 2014 | 127,079                             | 9.625                                   | 232.616                                | 40,12                          | 177.300   |
| 2015 | 131.620                             | 17.879                                  | 244.175                                | 40,74                          | 177.700   |
| 2016 | 125.980                             | 13.127                                  | 244.180                                | 46,53                          | 160.900   |
| 2017 | 126,034                             | 30.101                                  | 257.143                                | 45,68                          | 155.400   |

## Quản trị doanh nghiệp

### Ban giám đốc
Hội đồng quản trị hiện tại vào tháng 7 năm 2019:
- Hans Vestberg, Chủ tịch và Giám đốc điều hành
- Văn phòng Shellye
- Mark Bertolini
- Vittorio Colao
- Melanie Healey, cựu chủ tịch của Procter & Gamble
- Clarence Otis, Jr.
- Daniel H. Schulman
- Rodney E. Slater
- Kathryn Tesija, cựu phó chủ tịch điều hành của Target Corporation
- Gregory Weaver, cựu Giám đốc điều hành của bộ phận kiểm toán và rủi ro doanh nghiệp của Deloitte

### Giám đốc điều hành
Năm 2019:
- Hans Vestberg, Chủ tịch và Giám đốc điều hành
- Ronan Dunne, phó chủ tịch điều hành và CEO của tập đoàn, Verizon Consumer
- Tami Erwin, phó chủ tịch điều hành và CEO của tập đoàn, Verizon Business
- Giáo sư Gowrappan, phó chủ tịch điều hành và CEO của tập đoàn, Verizon Media